# Annetta North
Annetta North è una città degli Stati Uniti d'America, situata nello Stato del Texas, nella Contea di Parker.